# Eddie Turnbull
Edward Hunter Turnbull (Falkirk, 12 de abril de 1923 - 30 de abril de 2011) foi um ex-futebolista escocês que atuava como atacante.

## Carreira
Eddie Turnbull fez parte do elenco da Seleção Escocesa de Futebol, na Copa do Mundo de 1958.